# Ґай Фордгем
Ґай Фордгем (англ. Guy Fordham, 19 липня 1975) — британський хокеїст на траві.
Учасник Олімпійських Ігор 2000, 2004 років.
Бронзовий призер Ігор Співдружності 1998 року.